# Calm Air
Calm Air, tên đầy đủ là Calm Air International Ltd. (mã IATA = MO, mã ICAO = CAV) là hãng hàng không của Canada, trụ sở ở Thompson, Manitoba. Hãng có các tuyến đường ở vùng bắc Manitoba và Kivalliq của Nunavut, cùng các chuyến bay thuê bao hoặc vận chuyển hàng hóa. Căn cứ chính của hãng ở Sân bay Thompson.

## Lịch sử
Calm Air được vợ chồng Arnold Morberg thành lập và bắt đầu hoạt động từ năm 1962, với các chuyến bay thuê bao ở vùng bắc Saskatchewan. Năm 1976 hãng nắm các tuyến đường của Transair ở Nunavut. Năm 1981, Calm Air nắm thêm nhiều tuyến đường chở khách và vận chuyển hàng hóa của Lamb Air. Năm 1987 Canadian Airlines mua 45% cổ phần của Calm Air.

## Các nơi đến
Các nơi đến của Calm Air như sau:
- Manitoba
  - Churchill
  - Flin Flon
  - Gillam
  - Shamattawa
  - South Indian Lake
  - The Pas
  - Thompson
  - Winnipeg
- Nunavut
  - Arviat
  - Baker Lake
  - Chesterfield Inlet
  - Coral Harbour,
  - Rankin Inlet
  - Repulse Bay
  - Whale Cove

## Đội máy bay
(Tháng 3/2008):
- 2 Cessna 208
- 2 ATR 42-300
- 2 ATR 42-320
- 4 Hawker Siddeley HS 748 2A
- 1 Hawker Siddeley HS 748 2B
- 6 Saab 340B